# Aversion
Aversion, Abneigung oder Ablehnung (lateinisch aversatio ‚Abneigung‘, von aversio ‚Ekel‘) bezeichnet die Neigung, auf bestimmte Reize mit Unlust zu reagieren. Eine Aversion kann gegenüber jeder Art von Reizen oder Objekten bestehen, zum Beispiel gegenüber bestimmten Menschen, Handlungen, Dingen (Nahrungsmitteln) oder Situationen und Erinnerungen.
Eine Aversion ist meistens mit dem Antrieb verbunden, sich abzuwenden. Während die Aversion jedoch eine unbewusste Emotion ist, sind Antipathie, Ressentiment und Vorurteil eher der Ausdruck sozialpsychologischer Gefühle. Der Begriff Aversion wurde im 17. Jahrhundert vom französischen aversion ins Deutsche entlehnt, welches selbst wiederum vom lateinischen aversio „Abneigung“ (wörtlich: „Abwendung“) stammt.

## Beispiele
Als aversiv können auch die Reize selbst bezeichnet werden; so wird etwa der Schmerz ein aversiver Reiz sein. Aversive Reize lösen eine Vermeidungsreaktion aus und werden möglichst gemieden. Hinter Aversionen stehen meistens entweder unangenehme oder verletzende Erfahrungen oder eine erlernte Verknüpfung (Konditionierung) von Wahrnehmungen mit dem unangenehmen Gefühl.
Ein weiteres Beispiel für eine Aversion sind Gerüche, die Übelkeit auslösen. Eine spezielle Form der Aversion gegen Gerüche oder Nahrungsmittel im Zusammenhang mit Übelkeit hervorrufenden Symptomen trotz anderweitiger Ursachen bezeichnet man als Geschmacksaversion.
Die Aversionstherapie verfolgt diesen Konditionierungsansatz in der Verbindung eines schädlichen Verhaltens mit einem unangenehmen Reiz, um beispielsweise aggressives Verhalten zu minimieren oder Suchtkranken zu helfen.
Animosität ist ein sinnverwandter Begriff, der eine feindselige bis aggressive Aversion gegen jemanden oder etwas beschreibt. Gereiztheit; Voreingenommenheit.